# Alfabeto internacional para a transliteração de sânscrito
O alfabeto internacional para a transliteração de sânscrito (em inglês, International Alphabet of Sanskrit Transliteration, de acrónimo IAST) é um sistema de transliteração de alfabetos de origem brâmica.
O IAST é o sistema de transliteração mais difundido para a romanização do sânscrito e do páli. É usado sobretudo nas publicações impressas e, graças à ampla disponibilidade de fontes Unicode, é adoptado com maior frequência em formato electrónico.
O IAST baseia-se num padrão estabelecido pelo Congresso dos Orientalistas, realizado em Genebra em 1894. Consente uma transliteração fiel do Devanāgarī e de outros alfabetos indianos (por exemplo, o Sharda), não se limitando a representar os fonemas do sânscrito, mas realizando uma transcrição essencialmente fonética (o visarga ḥ, por exemplo, é um alófono de r e s no fim das palavras).
Uma extensão do IAST é o Sistema de romanização da Biblioteca Nacional de Calcutá, que visa à romanização de todos os alfabetos indianos.

## Repertório de símbolos e convenções do IAST
O repertório de símbolos do IAST (letras maiúsculas e minúsculas) é o seguinte: 

### Vogais e ditongos
| अ [ɐ] o [ə] a A | vogal central quase-aberta ou vogal central média (schwa) breve |
| आ [ɑː] ā Ā      | vogal posterior aberta não arredondada longa                    |
| इ [i] i I       | vogal anterior fechada não arredondada breve                    |
| ई [iː] ī Ī      | vogal anterior fechada não arredondada longa                    |
| उ [u] u U       | vogal posterior fechada arredondada breve                       |
| ऊ [uː] ū Ū      | vogal posterior fechada arredondada longa                       |
| ऋ [ɻ] ṛ Ṛ       | consoante aproximativa retroflexa breve                         |
| ॠ [ɻː] ṝ Ṝ      | consoante aproximativa retroflexa longa                         |
| ऌ [ɭ] ḷ Ḷ       | consoante aproximativa lateral retroflexa breve                 |
| ॡ [ɭː] ḹ Ḹ      | consoante aproximativa lateral retroflexa longa                 |
| ए [eː] e E      | vogal anterior semifechada não arredondada longa                |
| ऐ [əi] ai Ai    |                                                                 |
| ओ [oː] o O      | vogal posterior semifechada arredondada longa                   |
| औ [əu] au Au    |                                                                 |

### consoantes
| अं [ⁿ] ṃ Ṃ | anusvāra |
| अः [h] ḥ Ḥ | visarga  |

| velares            | palatais     | retroflexas  | dentais      | bilabiais               |                              |
| क [k] k K          | च [c] c C    | ट [ʈ] ṭ Ṭ    | त [t̪] t T    | प [p] p P               | oclusiva surda não aspirada  |
| ख [kʰ] kh Kh       | छ [cʰ] ch Ch | ठ [ʈʰ] ṭh Ṭh | थ [t̪ʰ] th Th | फ [pʰ] ph Ph            | oclusiva sorde aspirate      |
| ग [g] g G          | ज [ɟ] j J    | ड [ɖ] ḍ Ḍ    | द [d̪] d D    | ब [b] b B               | oclusiva sonore não aspirate |
| घ [gʰ] gh Gh       | झ [ɟʰ] jh Jh | ढ [ɖʰ] ḍh Ḍh | ध [d̪ʰ] dh Dh | भ [bʰ] bh Bh            | oclusiva sonore aspirate     |
| ङ [ŋ] ṅ Ṅ          | ञ [ɲ] ñ Ñ    | ण [ɳ] ṇ Ṇ    | न [n̪] n N    | म [m] m M               | nasais                       |
|                    | श [ɕ] ś Ś    | ष [ʂ] ṣ Ṣ    | स [s̪] s S    |                         | sibilantes                   |
| ह [ɦ] (glotal) h H | य [j] y Y    | र [r] r R    | ल [l] l L    | व [ʋ] (labiodental) v V | aproximantes                 |

## Artigos relacionados
- Sistema de romanização da Biblioteca Nacional de Calcutá